# Palais Savorgnan
Le palais Savorgnan est un palais de Venise, situé dans le quartier de Cannaregio et surplombant le canal de Cannaregio, à droite du palais Priuli Manfrin .

## Attribution
Construit au XVIIe siècle pour la noble famille Savorgnan, le palais est un projet de Giuseppe Sardi, architecte baroque du palais Surian Bellotto voisin, qui s'est inspiré des œuvres de Baldassare Longhena. Cependant, l'érudite en architecture Elena Bassi admet que le palais aurait pu être conçu par Giuseppe Gaspari en raison de la similitude du bâtiment avec Ca' Zenobio degli Armeni. Deux ailes ont été ajoutées à la structure initiale.

## Histoire
En 1788, le palais Savorgnan est victime d'un incendie qui endommage de nombreuses parties, dont la lucarne du XVIIIe siècle. L'édifice entame alors un processus de dégradation qui dure  jusqu'à l'achat de la structure par la famille Galvagna en 1826. Cette famille a conservé une vaste galerie d'art, avec des œuvres de Palma le Vieux et d'autres artistes vénitiens. La collection est  dispersée en 1855, à la suite d'une vente aux enchères. De nombreuses œuvres de la collection Galvagna sont conservées à la National Gallery de Londres.
Au début du XXe siècle, le palais a été transformé en collège pour filles. En bon état, il abrite désormais l'école technique du tourisme Francesco Algarotti.

## Architecture

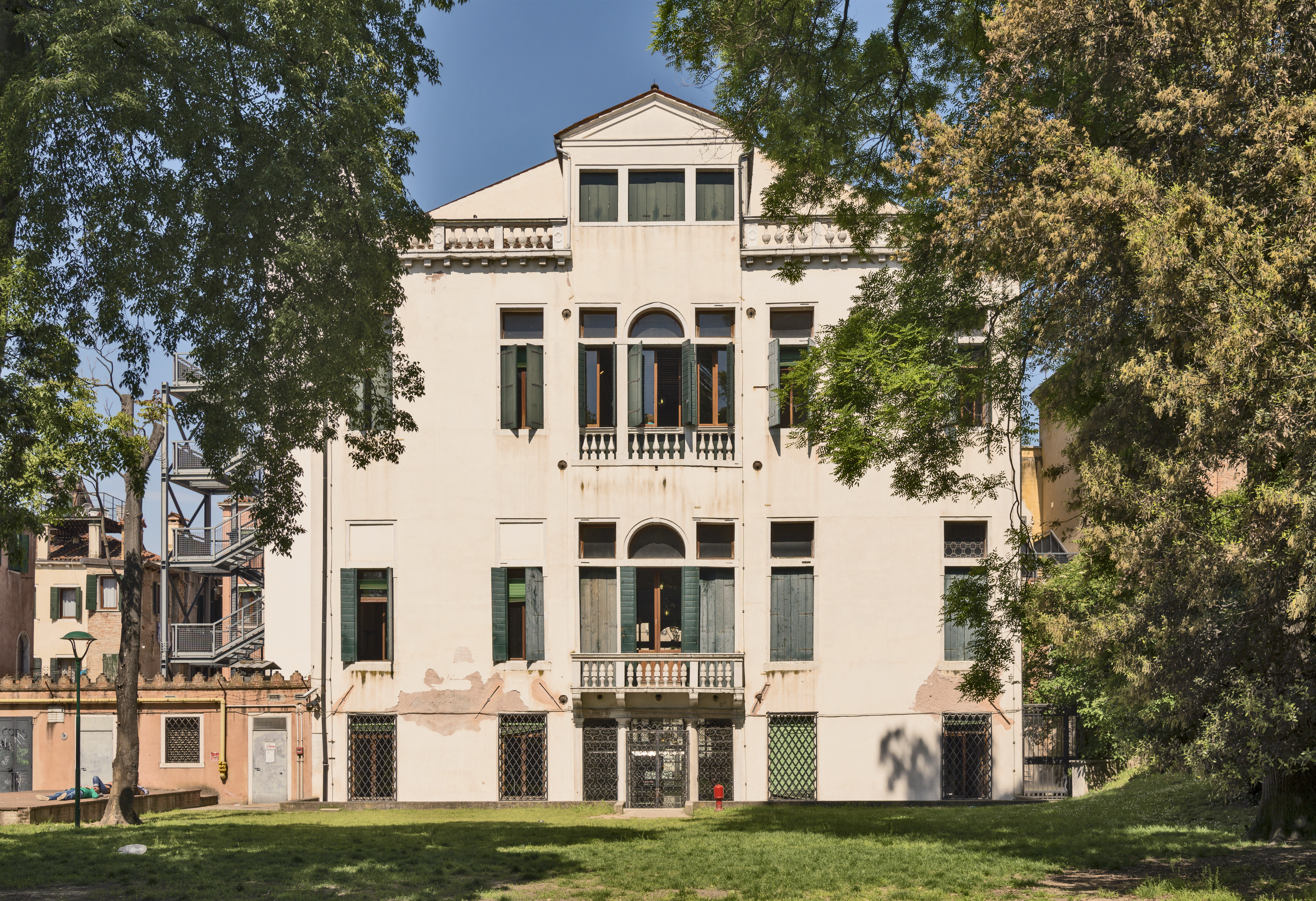
Façade arrière du palais

La façade est disposée sur quatre niveaux soulignés par des cordons. Un simple portail rectangulaire est placé au centre du rez-de-chaussée recouvert de pierre de taille. Le portail est flanqué de fenêtres à lancette unique. Une grande colonnade portego part du portail.
Les deux étages nobles ont des ouvertures ornées d'encadrements en pierre à mascarons et balustrades ; les deux étages ont de grandes serliennes situées dans la partie centrale de la façade avec de chaque côté une paire de fenêtres cintrées . Le deuxième étage possède deux grandes armoiries.
Une restauration récente de la façade principale a mis en évidence les détails de la maçonnerie du palais, révélant le modus operandi des ouvriers lors de la construction. La restauration a révélé la manière dont les corniches en pierre et les masques étaient ancrés, fixés non seulement avec un joint avec le mur mais aussi avec des pinces en métal forgé. D'autres pièces métalliques ont été utilisées pour fixer les poutres principales à la maçonnerie de la mezzanine, créant ainsi un ensemble architectural holistique.
Il y a un vaste jardin à l'arrière du palais, qui, avec le jardin du palais Priuli Manfrin, a été transformé en parc public,.